# Eumops floridanus
Eumops floridanus або Eumops glaucinus floridanus (флоридський мастифський кажан) — вид кажанів родини молосових. До недавнього часу їх відносили до підвиду кажанів Вагнера. Цей вид має одне з найменших географічних поширень серед будь-яких кажанів Нового Світу. Його називали 'одним із видів ссавців, що перебувають під загрозою зникнення' у Північній Америці. Він захищений Законом про зникомі види.

## Опис
Це найбільший кажан у Флориді. Дорослі важать 40–65 г. Самці та самки відрізняються за розмірами тіла. Довжина передпліччя становить від 60 до 65 мм. Довжина крила становить 108—115 мм, а крила самців трохи довші та ширші, ніж самок. Кажан має досить сильні рила і великий розмах. Як представник родини молосових, хвіст виходить далеко за межі короткої міжстегнової мембрани (uropatagium). Коротке блискуче хутро має від коричнево-сірий до темно коричневого кольору. Волоски двоколірні, а основа волосини світліша за кінчик. У деяких представників спостерігається біла пляма на животі різних розмірів. Вуха у рукокрилих великі і спрямовані вперед. Їх черепи мають короткі, глибокі основні феноїдні ямки, які допомагають у вокалізації. Кажани цього виду не є мігруючими, і на відміну від інших видів помірних кажанів, вони не мають періодів сплячки.

## Середовище проживання
Країни мешкання: США. Зустрічається тільки в південній Флориді в містах і лісових районах. У Флориді, улюблені денні сідала знаходяться під черепицею дахів, але деякі були знайдені у листі королівської пальми, у вапнякових скелях, і в кажанячих будинках.

## Морфологія
Морфометрія. Вага: 30—55 гр, розмах крил: 49—51 см.
Опис. Широка голова і товсті ніздрі, вуха нависають на лоб, довге волосся на крупу.

## Стиль життя
Літає швидко і високо, полює на великих комах, у тому числі великих (до 60 мм) жуків і коників. Самиця народжує одне маля в червні, липні, серпні чи вересні. У будь-яку пору року, підлітки, дорослі самці і дорослі самиці можуть знаходитись в тому ж сідалі. На відміну від більшості інших Eumops, яким потрібно вільних 8-10 метрів від сідала, перш ніж вони можуть літати, Eumops floridanus може злетіти з горизонтальних поверхонь. Ці кажани залишають свої сідала після настання темряви і рідко літати нижче 10 метрів. Їх гучні, пронизливі звуки можна почути на деяку відстань, і як тільки людина усвідомлює ці кличі, вона може бути легко відрізнити їх від інших нічних звуків. Вони не мігрують. Поживою є жуки, мухи, комарі, молі та інші комахи.